# Taça Federação de Basquetebol Feminino
A Taça Federação é organizada pela Federação Portuguesa de Basquetebol desde a época 2009-2010.

## Finais da Taça Federação
| Época   |                   | Final     | Final             | Final |
| Época   | Vencedor          | Resultado | Finalista Vencido |       |
| ------- | ----------------- | --------- | ----------------- | ----- |
| 2019–20 |                   | -         |                   |       |
| 2018-19 | União Sportiva    | 63 - 62   | GDESSA            |       |
| 2017-18 | Quinta dos Lombos | 47 - 44   | União Sportiva    |       |
| 2016-17 | Quinta dos Lombos | 60 - 50   | SL Benfica        |       |
| 2015-16 | GDESSA            | 75 - 74   | CAB Madeira       |       |
| 2014-15 | CAB Madeira       | 65 - 55   | Quinta dos Lombos |       |
| 2013-14 | Quinta dos Lombos | 62 - 49   | Olivais F.C.      |       |
| 2012-13 | CAB Madeira       | 66 - 58   | Quinta dos Lombos |       |
| 2011-12 | Boa Viagem        | 61 - 58   | AD Vagos          |       |
| 2010-11 | Quinta dos Lombos | 67 - 64   | M-Cell Algés      |       |
| 2009-10 | CAB Madeira       | 71 - 62   | Boa Viagem        |       |

## Títulos por Clube
- Quinta dos Lombos – 4 (2010-11, 2013-14, 2016-17, 2017-18)
- CAB Madeira – 3 (2009-10, 2012-13, 2014-15)
- SL Benfica - 2 (2021-22, 2022-23)
- Boa Viagem - 1 (2011-12)
- GDESSA - 1 (2015-16)
- União Sportiva - 1 (2018-19)